# Valódi harmatlégyfélék
A valódi harmatlégyfélék (Drosophilinea) a fejlett szárnyas rovarok (Endopterygota) közé sorolt kétszárnyúak (Diptera) rendjében a homlokréses legyek (Schizophora) alrendág harmatlégyfélék (Drosophilidea) családjának nagyobbik, az alapos vizsgálatok eredményeként részletesen tagolt alcsaládja.
Ismertsége jelentős mértékben annak köszönhető, hogy ebben a taxonban szerepel az ecetmuslica (Drosophila melanogaster), a genetika, az élettan és az evolúcióbiológia klasszikus, máig leggyakoribb modellszervezete.

## Rendszertani felosztása
A részletes tanulmányozásnak köszönhetően a vizsgálódók a névadó harmatlégy (Drosophila) nemet egy sor, ugyancsak nem rangban használt taxonra bontották, miközben bizonyították heterogenetikus jellegét, aminek eredményeként több, korábban leírt nem — például Zaprionus — a korábbi, illetve a párhuzamosan, eredeti jelentésében máig használt Drosophila nem (nemsor) része lett. Ezért a Drosophila nem (nemsor) felosztását külön adjuk meg.
1. Drosophilini nemzetség két alnemzetséggel:
Colocasiomyina alnemzetség négy nemmel:
Baeodrosophila
Colocasiomyia
Palmomyia
Palmophila
Drosophilina alnemzetség két nemcsoporttal:
Drosophiliti nemcsoport 20 nemmel:
Bialba
Calodrosophila
Celidosoma
Chymomyza
Dicladochaeta
harmatlégy (Drosophila) — lásd külön
Hypselothyrea
Jeannelopsis
Lissocephala
Marquesia
Microdrosophila
Mulgravea
Neotanygastrella
Paraliodrosophila
Poliocephala
Protochymomyza
Scaptodrosophila
Sphaerogastrella
Styloptera
Tambourella
Zaropunis
Laccodrosophiliti nemcsoport két nemmel:
Zapriothrica
Laccodrosophila
2. Cladochaetini nemzetség két nemmel
Cladochaeta
Diathoneura
Besorolatlan nemek:
Miomyia
Collessia
Balara

### A harmatlégy(Drosophila)nemből elkülönített további nemek
harmatlégy (Drosophila) 12 nemmel:
- Dettopsomyia
- Dichaetophora
- Hirtodrosophila
- Liodrosophila
- Lordiphosa
- Mycodrosophila
- Paramycodrosophila
- Phorticella
- Samoaia
- Scaptomyza
- Zaprionus
- Zygothrica

## Fordítás
- Ez a szócikk részben vagy egészben  a   Drosophilinea című angol Wikipédia-szócikk ezen változatának fordításán alapul.  Az eredeti cikk szerkesztőit annak laptörténete sorolja fel. Ez a jelzés csupán a megfogalmazás eredetét és a szerzői jogokat jelzi, nem szolgál a cikkben szereplő információk forrásmegjelöléseként.